# Papillote

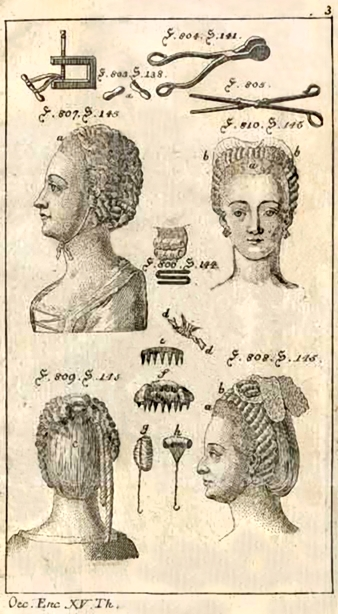
Seite aus der Oeconomischen Encyclopädie: Papilloteisen oben Mitte, rechts daneben eine Brennschere.

Die Papillote bezeichnet im Französischen eigentlich eine in herz- oder schmetterlingsförmig geschnittene Papierwickel einzeln verpackte Praline oder Bonbon. Übertragen wurde das auf Haarwickel aus Papier. Dabei wird eine zur Sechserlocke gedrehte Haarsträhne in Papier eingeschlagen und gepresst. „Papillotierte“ Locken wurden von Männern ab Ende des 12., Anfang des 13. Jahrhunderts getragen.
Ab dem 18. Jahrhundert wurde zum Pressen ein erwärmtes Papilloteisen (auch Frisiereisen oder Quetscheisen) verwendet. Das Eisen musste dabei über einem Stövchen immer wieder erhitzt werden. Die Prozedur des Einwickelns und Pressens konnte sich über mehrere Stunden hinziehen.
Die Oeconomische Encyclopädie des Johann Georg Krünitz beschreibt das Verfahren ausführlich:

„Nach dem Verschneiden der Haare, lieset man mit der Ecke des Frisir=Kammes etwas Haar aus einerley Schicht zusammen, und bieget die Spitze dieses beschnittenen Seiten=Haares zu einer Locke um, um welche man ein dreyeckiges Papier herum falzet, und es nach dem Hinterkopfe zusammen drehet, damit die Haar=Locke nicht wieder zurück laufen möge. Dieses heißen die Locken=Papiere (Papilloren), und das Einschlagen der Haare in dergleichen Papiere wird das Papillotiren genannt. Wenn die Haare um den ganzen Kopf aufgewickelt sind, werden dieselben gebrannt. Hierzu hat der Friseur zwo verschiedene Arten von Eisen. Das eine, das Frisir=Eisen, das Quetsch Eisen, oder die Brenn Zange genannt, Fig. 804, ist wie eine Zange, und an dem Ende mit zwey Backen, welche inwendig glatt sind, gemacht. […] Das Quetsch. Eisen muß niemahls über Kohlen, sondern beständig in der Gluth heiß gemacht werden. Wenn es die nöthige Hitze hat, welches man daran erkennt, wenn es ein Papier nicht mehr schwarz brennet, so wird eine Papillote nach der andern dazwischen gefasset, und ein wenig, entweder eine kürzere oder längere Zeit gedrückt, nachdem das Eisen mehr oder weniger heiß ist; es ist aber besser, dasselbe so heiß, als es das Haar leidet, zu gebrauchen, weil man alsdann jede Papillote in kürzerer Zeit brennen kann. Aus dieser Ursache pflegt man auch mehrere dergleichen Eisen zu haben und in das Feuer zu legen, wenn man die Haare auf dem ganzen Kopfe brennen will. Es bleiben solcher Gestalt die Haare etliche Stunden lang, natürlichen Locken gleich, aufgerollt, da die Wärme einen Theil von den Materien der Haare heraus getrieben hat, wodurch sie sich zu krümmen genöthiget werden, bis die verkürzten Haar=Fasern und ausgeleerten Mark=Bläschen von neuem ihre Elasticität von dem Blute, oder von der Nässe der Luft erreichen, aufschwellen, und die Kräuselung (Frisur) völlig vertilgen. Selbst die Erschütterung des Windes, und alle Bewegungen, spannen die Haare wieder gerade aus, wie sich ein trockner Schwamm vom Wasser ausdehnt. Werden indessen die Haare zu oft gebrannt, so verlieren sie nach und nach alle ihre Elasticität, sie werden kraftlos, ihr Glanz und ihre Ründung verschwinden, sie zerbrechen vor der Zeit, und der Kopf wird davon so dünnhärig, daß man, statt des eigenen Haares, eine Perücke aufsetzen muß.“

Die traditionellen Pejes, die von orthodoxen Juden getragenen gedrehten Schläfenlocken, heißen im Französischen Papillotes.

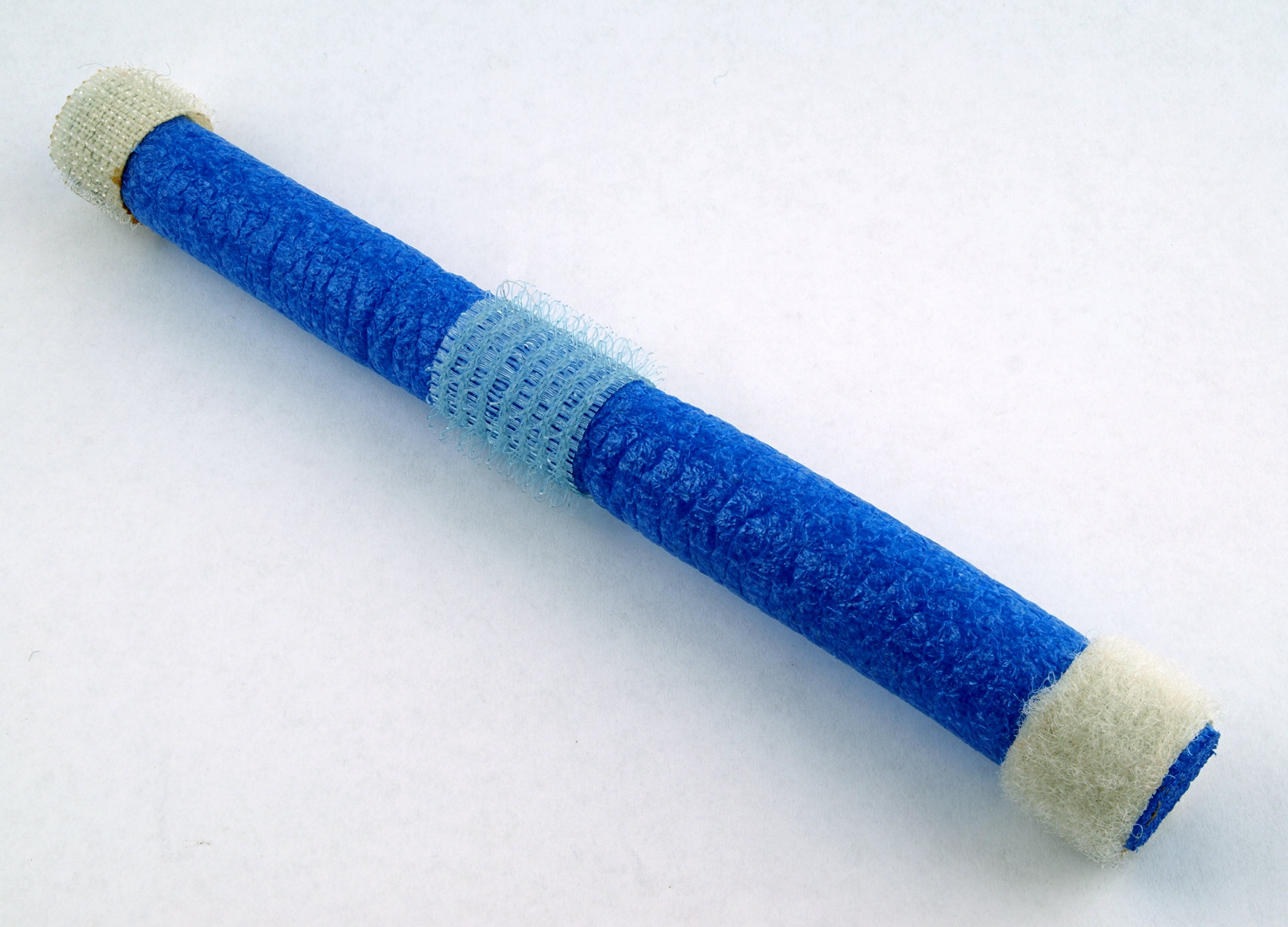
Papillote aus Schaumstoff

Im modernen Gebrauch ist die Papillote ein zylindrischer Schaumstoffstab, mit dem aufgewickelte nasse Haare in ihrer Lage fixiert werden, bis sie getrocknet sind. Sie ist mit dem Lockenwickler vergleichbar, jedoch flexibel und wesentlich länger. Mit diesen speziellen Wicklern können unregelmäßige, natürlich fallende Wellen und Locken (im Gegensatz zu den klassischen Wicklern) gestaltet werden. Dünne Papilloten eignen sich für dünnes Haar, dicke für dickere Haare.